# 阿拉摩 (北达科他州)
阿拉摩（英語：Alamo），是美国北达科他州下属的一座城市。根据2010年美国人口普查，该市有人口57人。